# Mercury (marka samochodów)

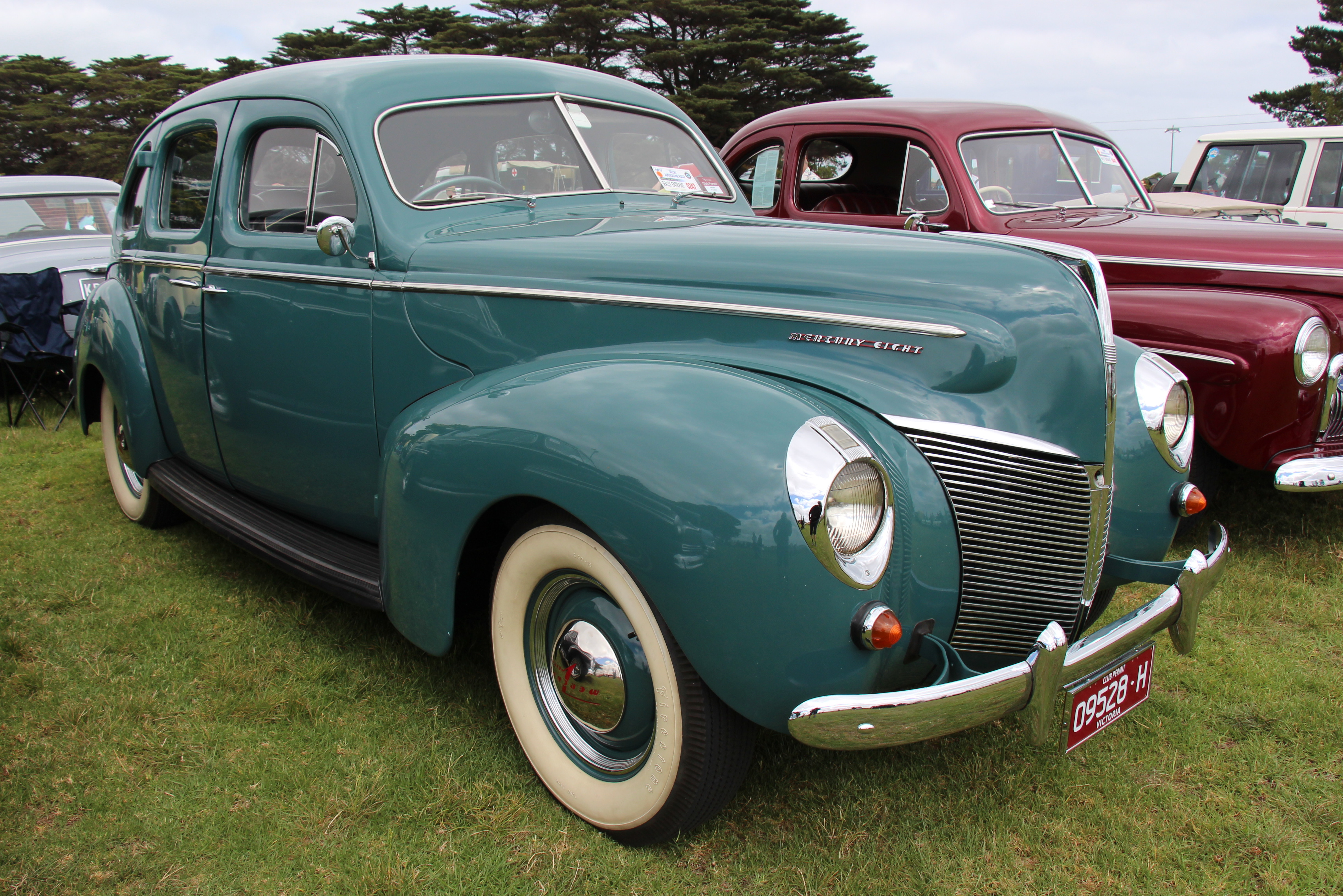
Mercury Eight z 1940

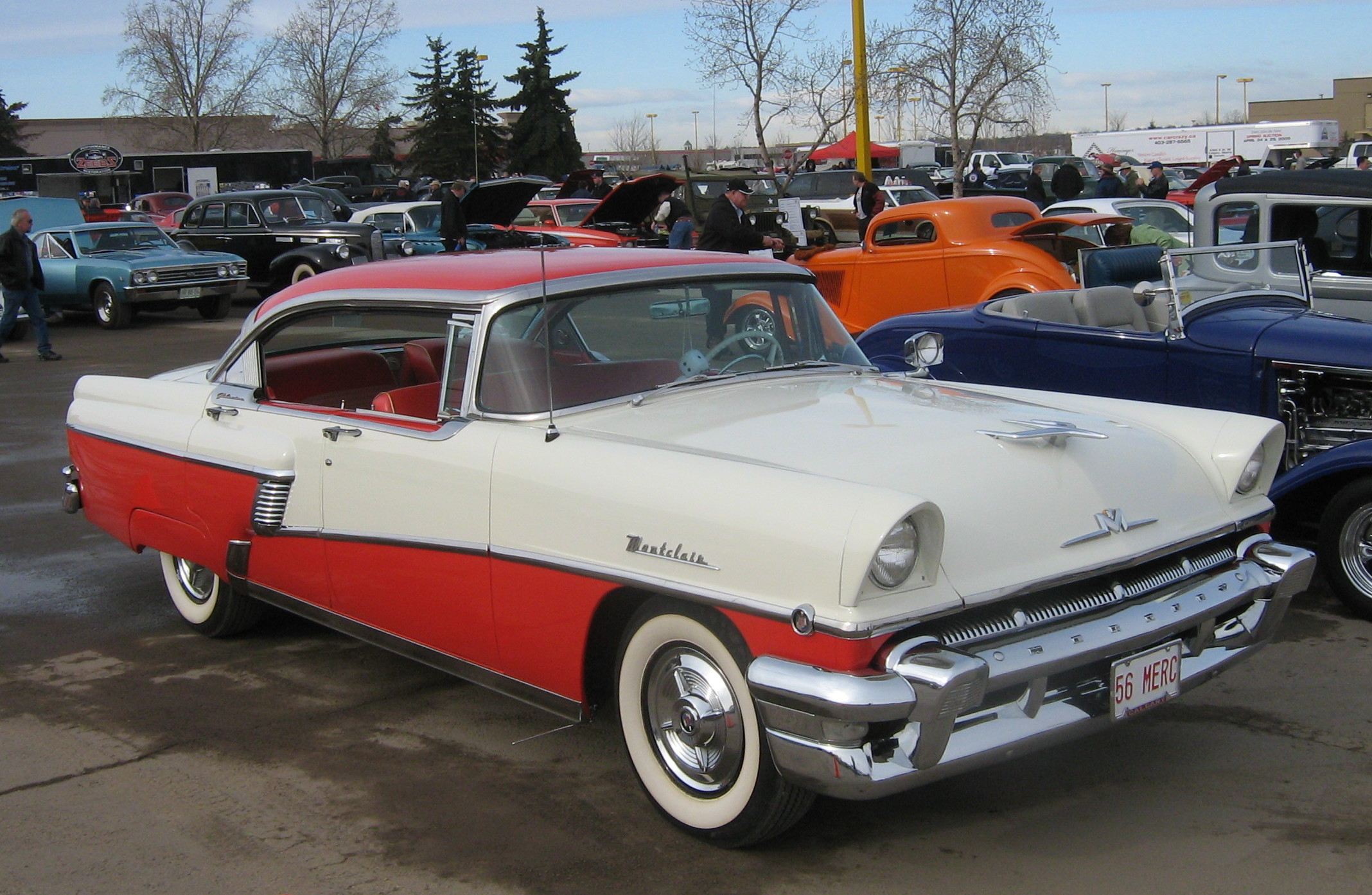
Mercury Montclair

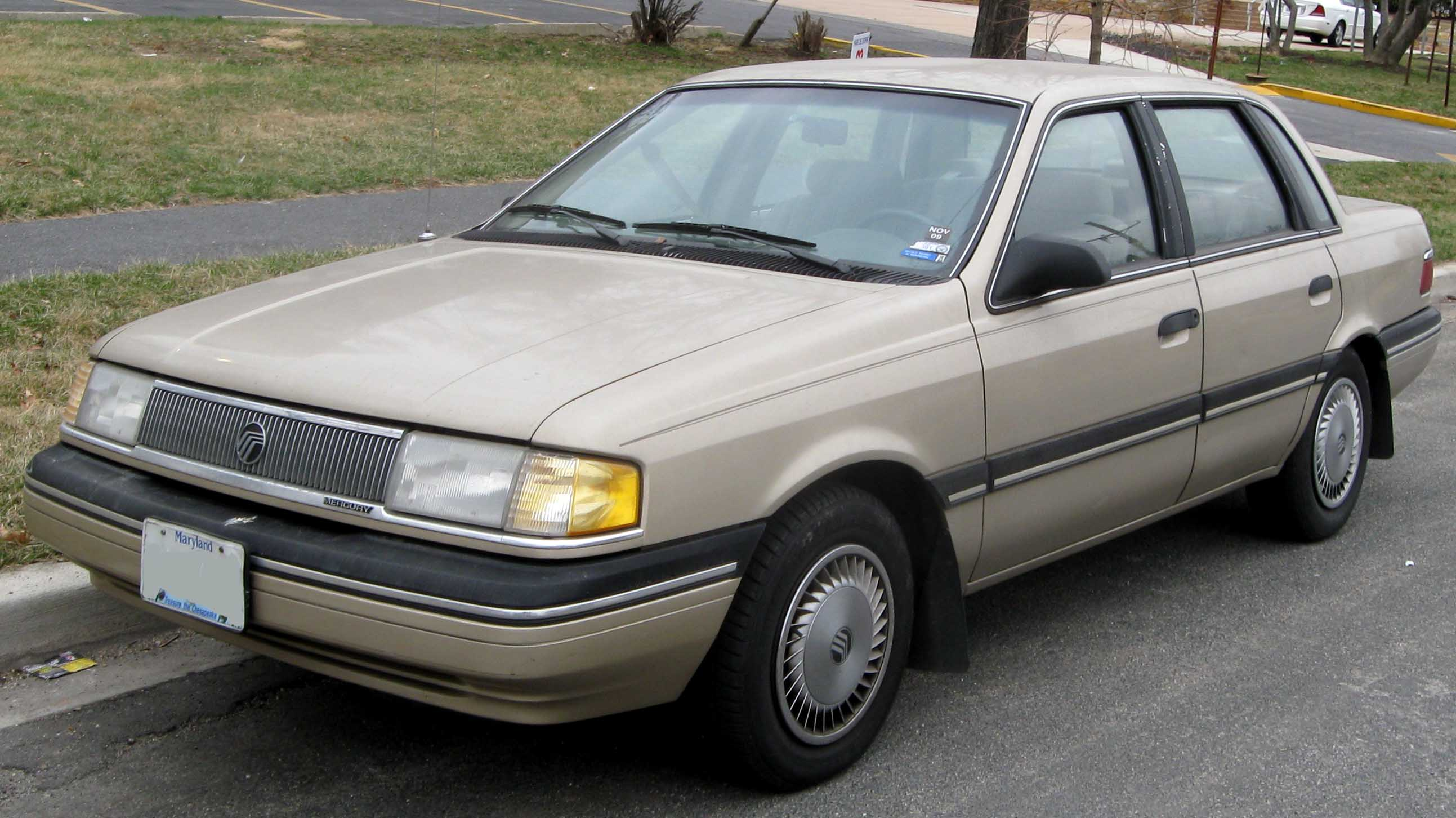
Mercury Topaz

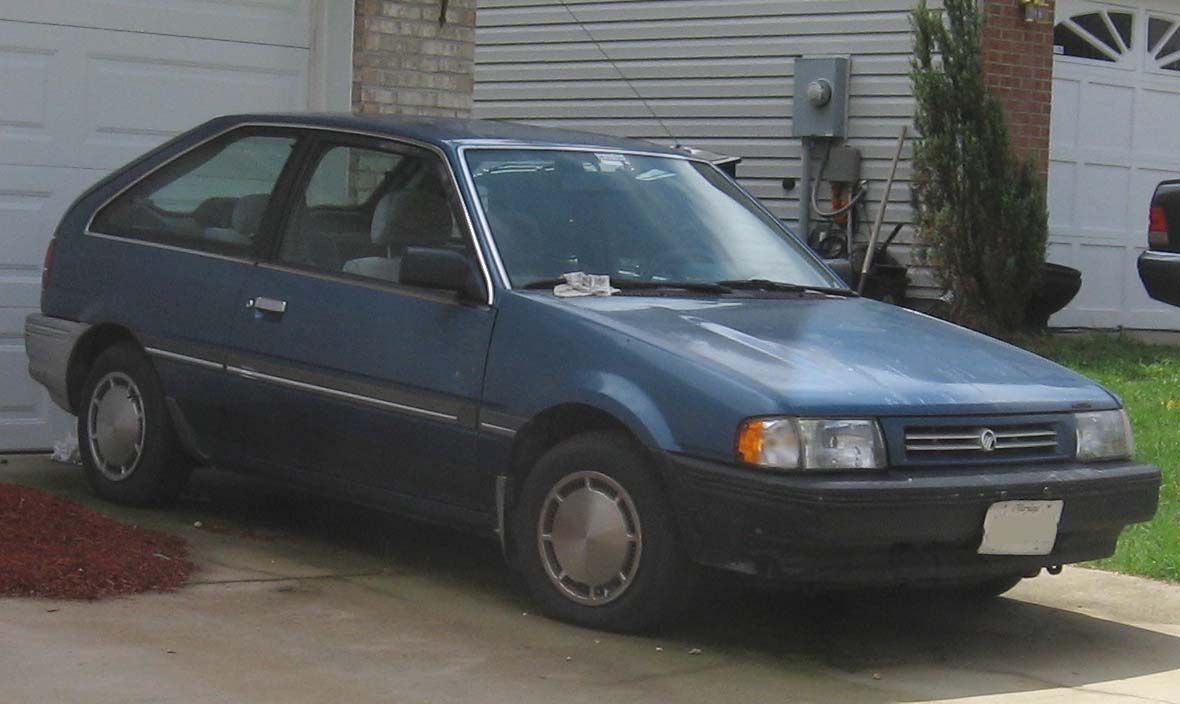
Mercury Tracer

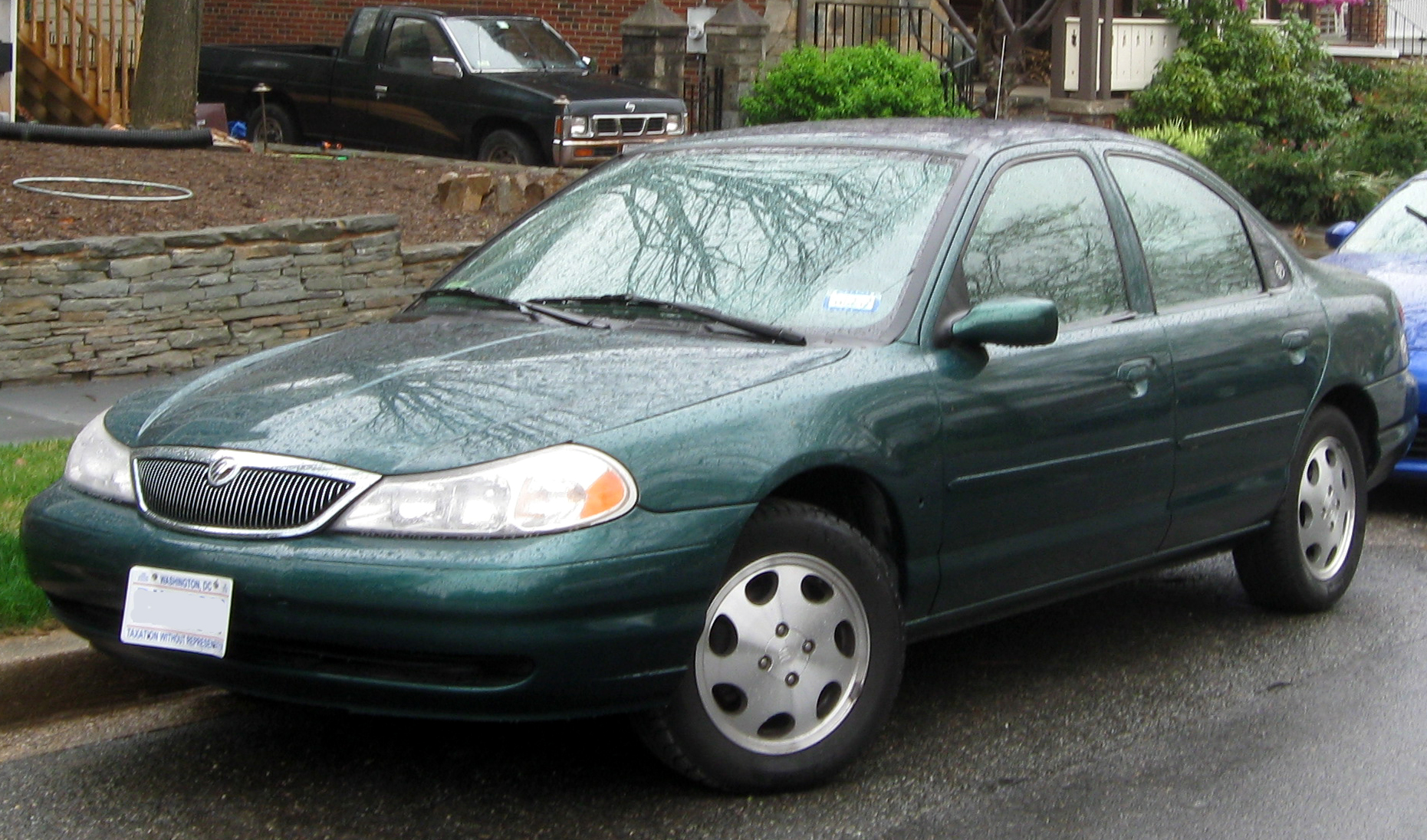
Mercury Mystique

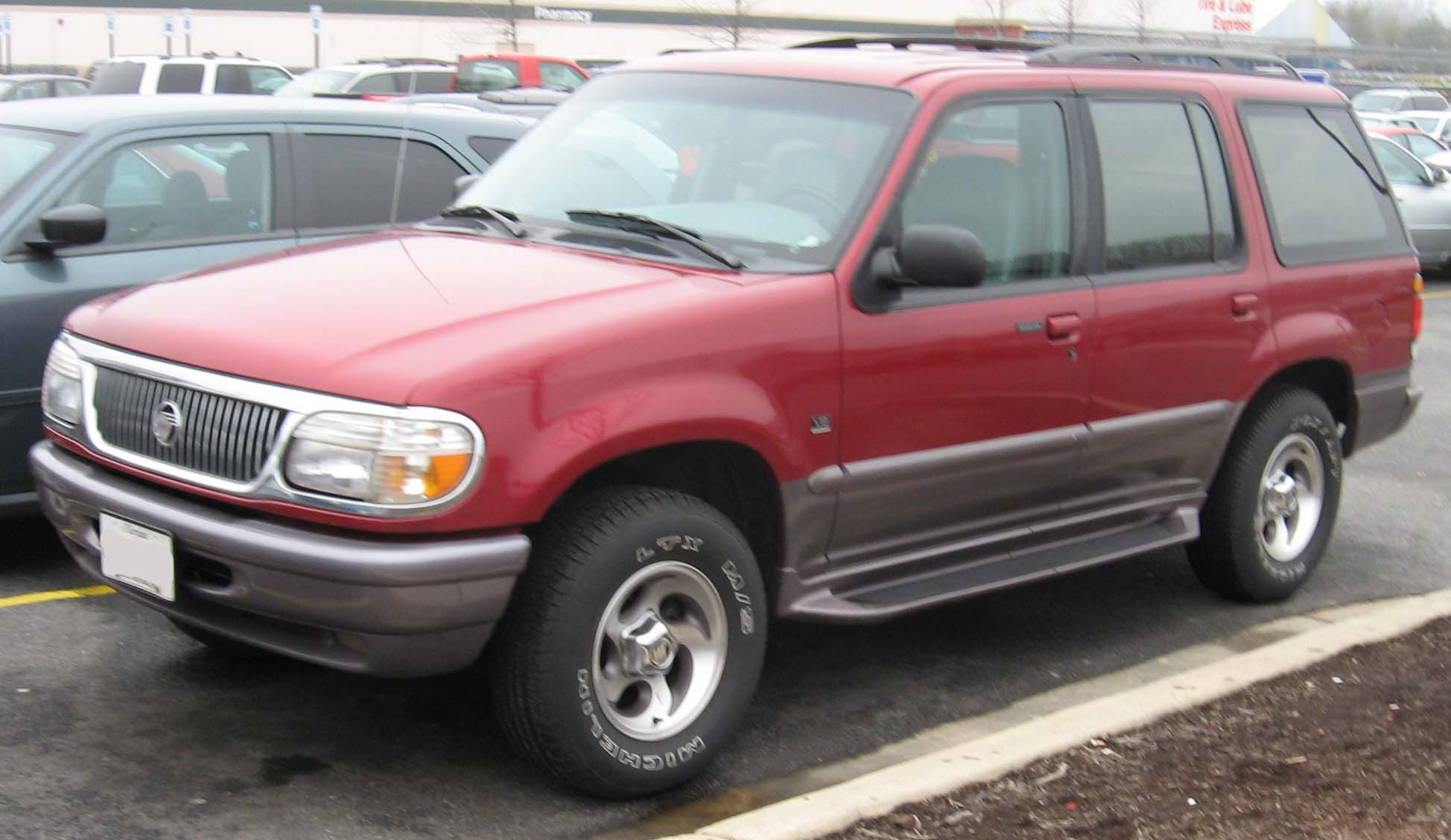
Mercury Mountaineer

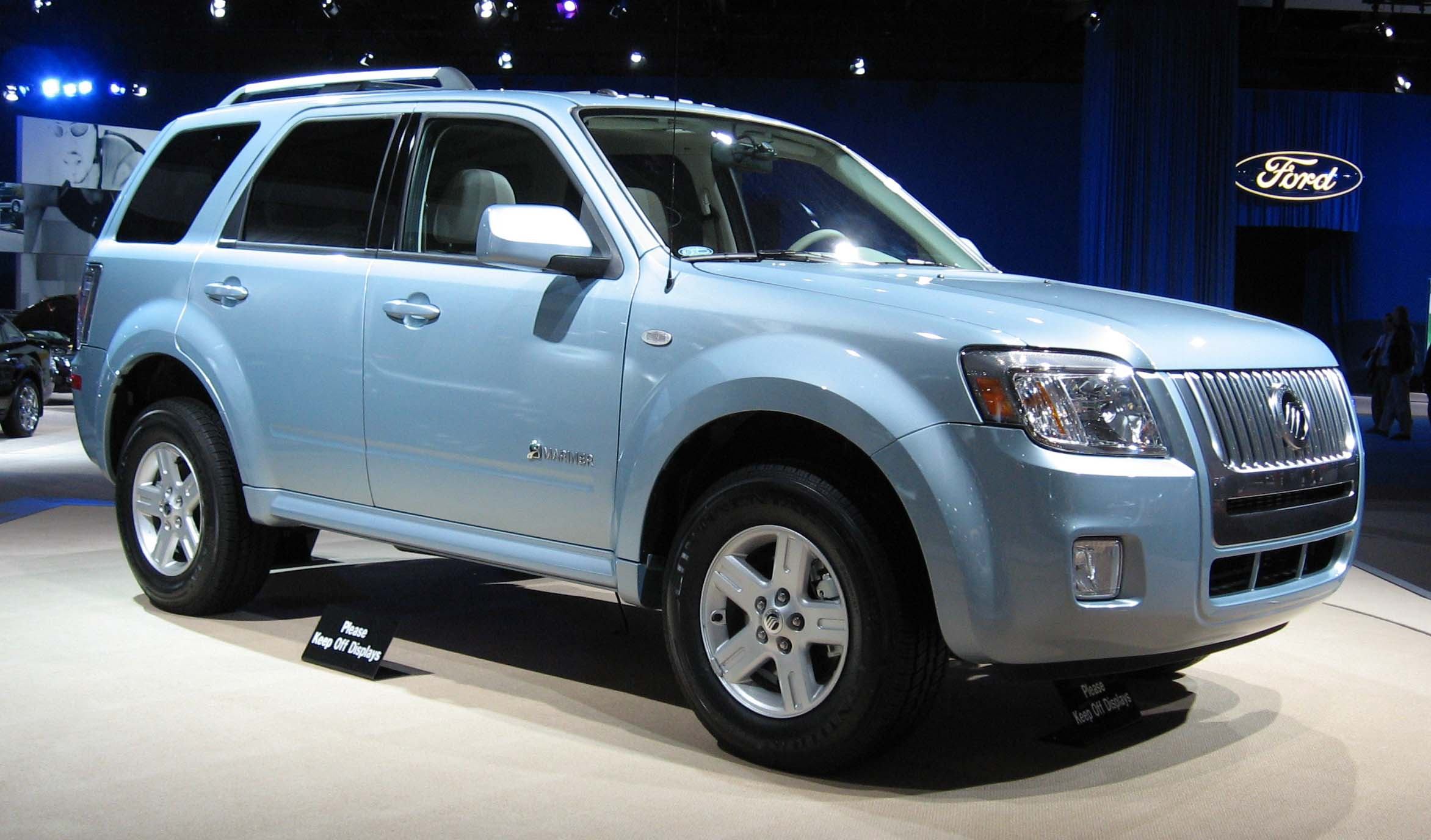
Mercury Mariner Hybrid

Mercury – dawny amerykański producent samochodów osobowych, SUV-ów i vanów z siedzibą w Dearborn, działający w latach 1938–2011. Należał do amerykańskiego koncernu Ford Motor Company.

## Opis marki
Modele Mercury były sytuowane pomiędzy popularnymi Fordami i luksusowymi Lincolnami. Modele zawsze miały odpowiedniki wśród modeli Forda, dzieląc z nimi konstrukcję i silniki. Marka Mercury była obecna w Stanach Zjednoczonych, Portoryko, Meksyku (tam z krótką przerwą na lata 1999–2000), na Bliskim Wschodzie i Wyspach Dziewiczych Stanów Zjednoczonych. W 1999 roku w Kanadzie samochody Mercury zostały przemianowane na Fordy.

### Historia
W okresie międzywojennym Ford Motor Company produkował popularne modele pod własną marką, jak i luksusowe Lincolny. Brakowało w ofercie marki pośredniej, mogącej konkurować na rynku z takimi autami, jak Buick, Oldsmobile, Dodge czy DeSoto. Edsel Ford, syn założyciela firmy Henry'ego Forda, postanowił wprowadzić na rynek właśnie taką markę. W 1938 roku zaprezentowano nowego Mercury'ego, na następny rok modelowy. 
Był znacznie bardziej luksusowy niż Ford, posiadał zmodyfikowany silnik Ford V8, o większej pojemności i mocy. Po przerwie produkcyjnej, wynikającej z przestawienia produkcji na potrzeby wojenne w 1942 roku, w 1946 roku wznowiono produkcję przedwojennych samochodów Mercury, bazujących na wydłużonych samochodach Forda. Ich produkcją zajmował się nowo utworzony wspólny wydział Lincoln-Mercury koncernu Forda. W przeciwieństwie do późniejszej marki Edsel, Mercury okazał się sukcesem rynkowym. W 1946 roku modelowym wyprodukował 86 592 samochody, zajmując 10. miejsce na rynku amerykańskim (3,92%). 
Nową linię samochodów z 1949 roku modelowego oparto na modelach Lincolna, co spowodowało wzrost sprzedaży i zajęcie 6. miejsca na rynku USA (5,83%), z produkcją 301 307 samochodów, aczkolwiek w dalszych latach udział w rynku wahał się między 6. a 9. miejscem.
Kolejną dużą zmianę modeli przeprowadzono w 1952 roku, unifikując stylistykę ponownie z nowymi modelami Forda. W 1955 roku przeprowadzono następną dużą zmianę modeli. W tym roku także Mercury stał się osobnym wydziałem koncernu Ford, aczkolwiek w 1958 roku ponownie go połączono w wydział Mercury-Edsel-Lincoln. 
W 1957 roku wprowadzono nowy rząd modeli, tym razem niespokrewnionych z modelami Forda poza częścią mechaniczną. Od 1954 do 1958 roku Mercury był na 7. miejscu pod względem udziału w rynku. W 1958 roku Ford usiłował wprowadzić na rynkowe miejsce Mercurego nową markę Edsel i uczynić Mercurego nieco bardziej luksusowym, lecz wobec porażki Edsela, w 1960 roku Mercury powrócił na dotychczasowe miejsce. Do końca lat 60. Mercury zajmował między 6. a 8. miejscem na rynku USA.
Sprzedaż marki rosła w dalszych dekadach, aż w 1978 roku osiągnęła pułap 580 000 sztuk, a w 1993 – 480 000. Od tamtego roku sprzedaż spadała, do około 200 000 samochodów obecnie. Od 2000 roku sprzedaż aut spadła o 74%, w 2009 roku była już mniejsza niż 100 000 sztuk i stanowiła 1,9% światowej sprzedaży Forda, a w 2011 roku pojazdy tej marki przestały być produkowane. 

## Modele samochodów

### Historyczne
- Eight (1938–1951)
- Custom (1955–1956)
- Medalist (1955–1956)
- Turnpike Cruiser (1956–1958)
- Voyager (1956–1958)
- Meteor (1960–1963)
- Econoline (1961–1967)
- S-55 (1962–1967)
- Montclair (1955–1968)
- M-Series (1949–1968)
- Commuter (1957–1968)
- Park Lane (1958–1968)
- Comet Cyclone (1964–1968)
- Comet Caliente (1964–1968)
- Marauder (1963–1970)
- Cyclone (1968–1971)
- Montego GT (1972–1973)
- Monterey (1952–1974)
- Montego (1967–1976)
- Comet (1960–1977)
- Bobcat (1974–1980)
- Monarch (1975–1980)
- Cougar XR-7 (1980–1982)
- Zephyr (1978–1983)
- LN7 (1983–1984)
- Marquis (1967–1986)
- Lynx (1981–1987)
- Colony Park (1957–1991)
- Capri (1970–1994)
- Topaz (1984–1994)
- Tracer (1987–1999)
- Mystique (1994–2000)
- Cougar (1967–2002)
- Villager (1992–2002)
- Marauder (2002–2004)
- Sable (1985–2005)
- Monterey (2003–2007)
- Montego (2004–2007)
- Sable (2007–2009)
- Mountaineer (1996–2010)
- Mariner (2004–2010)
- Grand Marquis (1979–2011)
- Milan (2005–2011)